# Češka šuma
Češka šuma (češ. Šumava, njem. Böhmerwald) je gorski prostor u pograničnoj zoni Češke, Njemačke i Austrije. Južni dio Česi nazivaju Šumava. Njemački dio se u Njemačkoj često naziva Bayerischer Wald (Bavarska šuma). Najviši vrh je Veliki javor (njem. Großer Arber, češ. Velký Javor) u Njemačkoj visok 1457 m. Kroz goru prolazi razvodnica između Dunava i Vltave (izvire na Češkoj Šumi, ulijeva se u Labu). U 18. st. je sagrađen odvodni kanal Schwarzenberški odvodni kanal (nje. Schwarzenbergsche Schwemmkanal, češ. Schwarzenberský plavební kanál, Schwarzenberský průplav) koji ih povezuje. Smatra se da je Češka šuma planina koju je grčki geograf Ptolomej nazvao Γαβρήτα Ὕλη. U češkom dijelu postoji Nacionalni park Šumava koji je zaštićen kao specijalni rezervat biosfere UNESCO-a. Postoje rudnici ugljena. Mjesta na planini su poznata po izradi stakla.